# Yamaha DT-1
A Yamaha DT-1 modell terepre lett tervezve megjelenésében, teljesítményében egyaránt. Főként Nyugat-Amerika lakatlan részein motorozók miatt, a Yamaha megteremtette az új kategóriát, az igazi terepmotort. A Yamaha Trail 250DTI koncepciója elvetette azt az alapelvet, hogy a motorkerékpárokat úton használják megteremtve ezzel a terepmotorozást világszerte. A kétütemű, egyhengeres 250 cm3-es motort egy könnyű, nagy szilárdságú dupla bölcsővázba van helyezve, ami védi a blokkot. Az első villa egy hosszú rugóúttal bíró Ceriani villa volt széles kormányszarvval és nagy mintázatú kerékkel. A DT1-nek felülmúlhatatlan off-road teljesítménye volt, valamint látványos, egyedi külseje.